# Gornji Tavankut
Gornji Tavankut (serbokroatisch-kyrillisch Горњи Таванкут, ungarisch Felsö-Tavankút) ist ein  Ort im äußersten Norden Serbiens, in der Provinz Vojvodina, im Okrug Severna Bačka. Er liegt südwestlich  von Subotica.

## Bevölkerung
Er hat etwa 1.381 Einwohner (2002).

### Ethnien
Zusammensetzung der Bevölkerung nach ethnischer Herkunft laut der Volkszählung von 2002:
- Kroaten (39,54 %)
- Bunjewatzen (34,83 %)
- Serben (7,24 %)
- Jugoslawen (6,81 %)
- Ungarn (3,19 %)

Die Kroaten aus Gornji Tavankut sind bunjewatzische Kroaten.

### Einwohnerentwicklung
| Jahr      | 1961  | 1971  | 1981  | 1991  |
| --------- | ----- | ----- | ----- | ----- |
| Einwohner | 7.476 | 6.729 | 1.879 | 1.526 |